# Конфигурация крыла самолёта

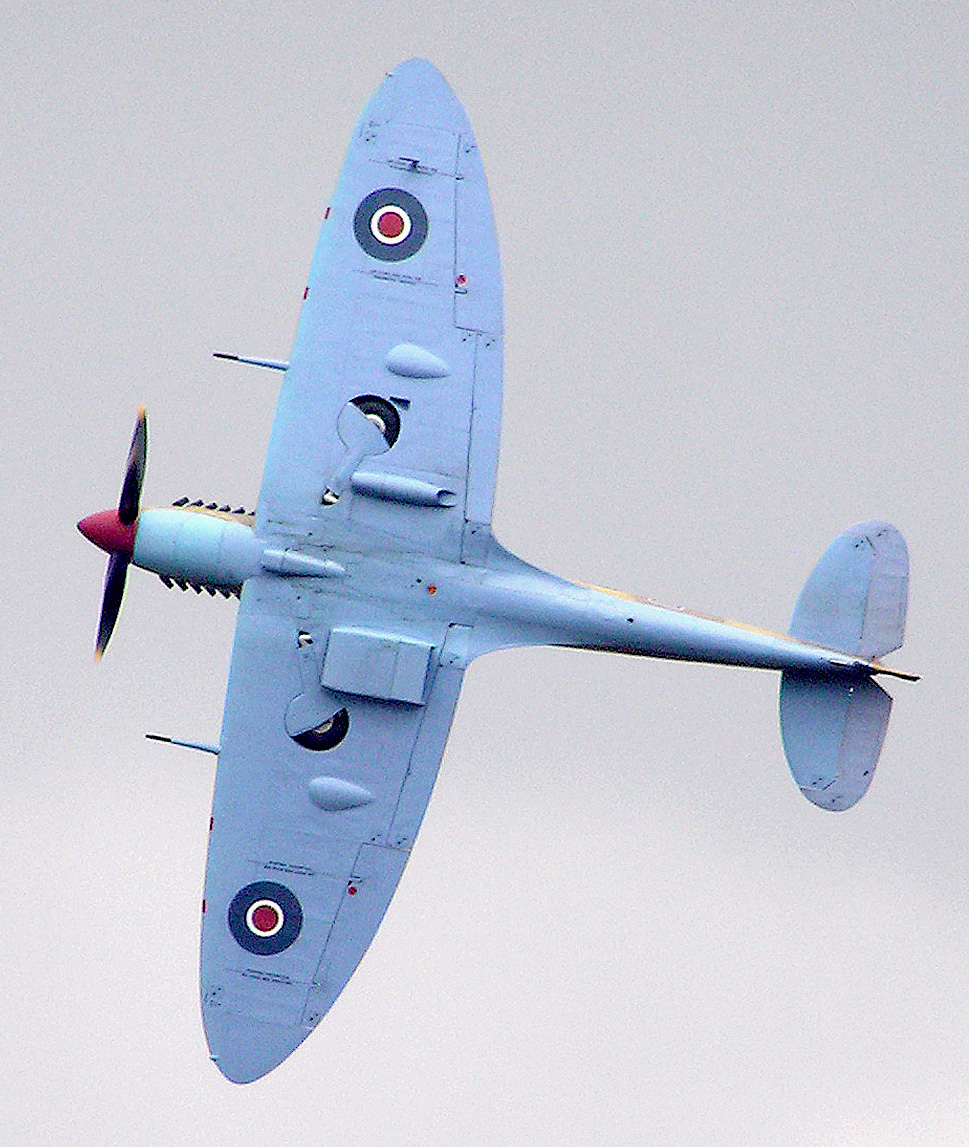
Supermarine Spitfire.

Конфигурация крыла самолета с неподвижным крылом (включая планеры) заключается в расположении подъемных и связанных с ними поверхностей.
Конструкции самолётов часто классифицируются по конфигурации их крыла. Например, Supermarine Spitfire представляет собой обычный свободнонесущий моноплан с низким крылом прямой эллиптической формы с умеренным соотношением сторон и небольшим внутренним углом.
В истории авиации использовалось множество вариантов конфигурации крыла. Иногда различие между ними размыто. Это особенно актуально для крыла переменной геометрии и комбинированных (закрытых) типов. Например, крылья многих современных истребителей могут быть описаны либо как обрезанные составные дельты со стреловидной задней кромкой (вперед или назад), либо как резко суженные стреловидные крылья с большими корневыми удлинениями передней кромки. Большинство самолётов с неподвижным крылом имеют симметрично расположенные левое и правое крыло. Строго говоря, такая пара крыльев называется плоскостью крыла.

## Количество и расположение основных плоскостей
Самолёты с неподвижным крылом могут иметь разное количество крыльев:
- Моноплан: плоскость одного крыла. С 1930-х годов большинство самолётов были монопланами. Крыло может быть установлено в различных положениях относительно фюзеляжа:
  - Низкорасположенное крыло: устанавливается вблизи или ниже нижней части фюзеляжа.
  - Среднерасположенное крыло: установлено примерно в середине фюзеляжа.
  - Плечевое крыло: устанавливается на верхней части фюзеляжа, немного ниже верхней точки фюзеляжа. Плечевое крыло иногда считается подтипом высокорасположенного крыла[1].
  - Высокорасположенное крыло: установлено на верхней части фюзеляжа. В отличие от плечевого крыла, установлено на выступе (например, на крыше кабины) над верхней частью основного фюзеляжа[2].
  - Крыло парасоль: расположено над фюзеляжем и крепится к нему с помощью подкосов, стоек кабины, пилонов или пьедесталов[3].

| Низкорасположенное крыло | Среднерасположенное крыло | Плечевое крыло |

| Высокорасположенное крыло | Крыло парасоль |

Самолёт с неподвижным крылом может иметь несколько плоскостей крыла, расположенных одна над другой:
- Биплан: две плоскости крыла одинакового размера, расположенные одна над другой. Биплан по своей сути легче и прочнее моноплана и был наиболее распространённой конфигурацией до 1930-х годов. Первый самолёт братьев Райт Флайер 1, сконструированный в 1903 году, был бипланом.
  - Биплан с неравным пролётом: биплан, у которого одно крыло (обычно нижнее) короче другого, как у Curtiss JN-4 Jenny времён Первой мировой войны.
  - Полутораплан — это тип биплана, в котором нижнее крыло значительно меньше верхнего крыла, либо по размаху, либо по хорде, либо и по тому, и по другому. Пример — Nieuport 17 времён Первой мировой войны.
  - Инвертированный полутораплан: имеет значительно меньшее верхнее крыло. Например, Fiat CR.1, выпускавшийся в течение многих лет.
  - Биплан Бусемана: теоретическая сверхзвуковая конфигурация крыла, в которой ударные волны между плоскостями крыла интерферируют, уменьшая энергию и волновое сопротивление.

| Биплан | Биплан с неравным пролётом | Полутораплан | Инвертированный полутораплан |

| Биплан Бусемана в поперечном сечении |

- Триплан: три крыла, расположенные один над другим. Трипланы, такие как Fokker Dr.I, пользовались недолгой популярностью во время Первой мировой войны из-за их маневренности, но вскоре были заменены улучшенными бипланами.
- Квадроплан: четыре крыла, расположенные один над другим. Несколько моделей Armstrong Whitworth F. K. 10 было построено во время Первой мировой войны, но так и не было введено в эксплуатацию.
- Мультиплан: обычно более 4-х крыльев, иногда используется для обозначения более одного или более некоторого произвольного числа крыльев. Этот термин иногда применяется к крыльям, расположенным как в тандеме, так и вертикально. Мультиплан Горацио Фредерика Филлипса 1893 года имел 50 крыльев шириной 3,8 см каждое, расположенных на расстоянии 5 см друг от друга[4].

| Триплан | Квадроплан | Мультиплан |

В смещённой конструкции верхнее крыло располагается немного спереди или сзади нижнего. Долгое время считалось, что это уменьшит помехи, вызванные тем, что воздух низкого давления над нижним крылом смешивается с воздухом высокого давления под верхним крылом; однако улучшение минимально, и его основное преимущество заключается в улучшении доступа к фюзеляжу. Это обычное явление для многих успешно используемых бипланах и трипланах, таких как Beech 17 Staggerwing.
| Несмещённый биплан | Смещение вперёд | Смещение назад |

Конструкция тандемного крыла имеет два крыла, одно расположено за другим. Некоторые ранние типы имели тандемные штабеля из нескольких самолётов, например, девятикрылая летающая лодка Caproni Ca.60 с тремя тандемными штабелями из трёх самолётов.
Крестообразное крыло — это набор из четырёх отдельных крыльев, расположенных в форме креста. Крест может принимать одну из двух форм:
1. Крылья равномерно расположены по всему поперечному сечению фюзеляжа, лежат в двух плоскостях под прямым углом, как на типичной ракете.
2. Крылья располагаются вместе в одной горизонтальной плоскости вокруг вертикальной оси, как в крестообразном несущем крыле или X-роторе[5].

| Крестообразное крыло ракеты | Крестообразное несущее крыло или X-ротор |

## Опора крыла
Чтобы поддерживать себя, крыло должно быть жестким и прочным и, следовательно, может быть тяжелым. За счет добавления внешней фиксации вес может быть значительно уменьшен. Первоначально такая фиксация присутствовала всегда, но она вызывает большое сопротивление на более высоких скоростях, поэтому не использовалась с начала 1930-х годов.
Типы опоры:
- Консольная балка — вся конструкция скрыта под аэродинамической оболочкой, придавая чистый внешний вид с низким сопротивлением[6].
- Расчалочная конструкция: крылья опираются на внешние конструктивные элементы. Почти все многоплоскостные конструкции скреплены. Некоторые монопланы, особенно ранних конструкций, такие как Fokker Eindecker, также скреплялись для экономии веса. Скреплённые крылья бывают двух типов:
  - Подкосное крыло: одна или несколько жестких стоек помогают поддерживать крыло, как на Fokker D. VII. Стойка может действовать при сжатии или растяжении в разных точках полета[7].
  - Расчаленное крыло: крепится отдельно (как на Boeing P-26 Peashooter) или, как правило, в дополнение к стойкам, натяжные тросы также помогают поддерживать крыло. В отличие от стойки, трос может действовать только при натяжении.

| Консольная балка | Подкосное крыло | Расчаленное крыло |

Многоплоскостная компоновка может иметь один или несколько „отсеков“, которые представляют собой отсеки, созданные путем добавления межплоскостных стоек. Например, De Havilland Tiger Moth — это биплан с одним отсеком, в то время как истребитель Bristol F. 2 — биплан с двумя отсеками.
| Биплан с одним отсеком | Биплан с двумя отсеками |

- Кольцевое крыло: две плоскости крыла каким-либо образом объединены или соединены конструктивно на концах или вблизи них[8]. Это придает жесткость конструкции и может уменьшить аэродинамические потери на концах. Разновидности кольцевого крыла:
  - Крыло c коробчатым лонжероном: концы верхней и нижней плоскостей крыла соединены вертикальным лонжероном. Первый официально засвидетельствованный взлетевший и осуществивший полёт без посторонней помощи аппарат Santos-Dumont 14-bis использовал эту конфигурацию, и некоторые бипланы Данна также были этого типа.
  - Кольцевое коробчатое крыло: тип коробчатого крыла, вертикальные ребра которого непрерывно изгибаются, плавно переходя в кончики крыла. Ранним примером был Blériot III, который имел два кольцевых крыла в тандеме.
  - Кольцевое крыло имеет форму цилиндра. У Coléoptere были концентрические крыло и фюзеляж. Он взлетел и приземлился вертикально, но так и не достиг перехода в горизонтальный полет. Примеры с крылом, установленным на верхней части фюзеляжа, были предложены, но так и не были построены[9].
  - Кольцевое плоское крыло имеет форму диска с отверстием в нём. Несколько кольцевых монопланов Ли-Ричардса летали незадолго до Первой мировой войны[10].
  - Объединённое крыло: тандемная компоновка, в которой переднее низкое крыло смещается назад и/или заднее высокое крыло смещается вперед таким образом, что они соединяются на концах или вблизи их, образуя сплошную поверхность в форме полого ромба или треугольника[11].
    - Ромбовидное крыло: объединённое крыло, состоящее из четырёх поверхностей в виде ромба. Ромбовидный биплан Эдвардса 1911 года имел оба крыла в одной плоскости и не смог взлететь[12].

| Коробчатое крыло | Кольцевое коробчатое крыло | Кольцевое цилиндрическое крыло | Объединенное крыло |

| Кольцевое плоское крыло | Ромбовидное крыло |

Крылья также могут быть жёсткими или гибкими. У жёстких достаточно жесткая поверхность, чтобы поддерживать аэродинамический профиль в различных условиях воздушного потока. Жесткое крыло может иметь наружную опору и/или тканевое покрытие.
Поверхность крыла может быть гибкой, обычно это тонкая мембрана. Требуется внешняя фиксация и/или давление ветра для поддержания формы аэродинамического профиля. Распространенные типы включают крыло Рогалло, парафойл и большинство воздушных змеев. В противном случае жесткая конструкция может быть спроектирована так, чтобы изгибаться, либо потому, что она по своей сути является аэроупругой, как в аэроизоклинном крыле, либо потому, что активно вносятся изменения формы.
| Жёсткое дельтавидное крыло | Гибкое крыло Рогалло |

## Форма крыла в плане
Форма крыла — это проекция крыла на плоскость, если смотреть сверху или снизу.

### Удлинение крыла
Удлинение крыла — это длина крыла, деленная на среднее значение или среднюю величину. Это показатель того, насколько длинным и тонким кажется крыло, если смотреть сверху или снизу.
- Низкое удлинение крыла — короткое крыло. Более эффективная конструкция и более высокая мгновенная скорость. Они, как правило, используются истребителями, такими как истребитель Lockheed F-104, и очень скоростными самолётами, включая North American X-15.
- Умеренное удлинение крыла: крыло общего назначения, очень широко используемое, например, на Douglas DC-3.
- Высокое удлинение крыла: длинное и тонкое крыло. Более эффективно с аэродинамической точки зрения, с меньшим индуцированным сопротивлением. Оно используется высотными дозвуковыми самолётами, такими авиалайнерами, как Bombardier Dash 8, и мощными планерами, такими как Glaser-Dirks DG-500.

Большинство конфигураций с переменной геометрией каким-либо образом изменяют соотношение сторон, намеренно или в качестве побочного эффекта.

### Изменение хорды крыла
Хорду крыла можно изменять по размаху крыла как по конструктивным, так и по аэродинамическим причинам.
- Постоянная хорда: параллельные передние и задние кромки. Самая простая в изготовлении и распространенная там, где важна низкая стоимость, например, на Piper J-3 Cub, но неэффективная, так как внешняя секция создает небольшую подъемную силу, добавляя как вес, так и сопротивление[15].
- Заостренное: крыло сужается на конце. Конструктивно и аэродинамически более эффективно, чем крыло с постоянной хордой, и его легче изготовить, чем эллиптический тип.
  - Трапециевидное: коническое крыло с прямыми передней и задней кромками: может быть нескошенным или стреловидным. Прямое коническое крыло — одна из наиболее распространенных форм крыла, как на Messerschmitt Bf 109.
  - Обратное сужение: крыло самое широкое у кончика. Конструктивно неэффективно, так как приводит к большому весу. Было установлено экспериментально на XF-91 Thunderceptor в попытке преодолеть проблемы сваливания стреловидных крыльев[16].
  - Коническое с сужением: конус поворачивается к основанию. Обычно крепится для поддержания жесткости. Используется на армейском самолете Westland Lysander для повышения видимости.
- Составная хорда с коническим наружным сечением: распространенный вариант, например, на многих Cessna.

| Постоянная хорда | Заостренное | Обратное сужение | Коническое с сужением | Постоянная хорда с коническим наружным сечением |

- Эллиптическая: передняя и задняя кромки изогнуты таким образом, что длина хорды изменяется эллиптически по отношению к размаху. Теоретически самая эффективная, но сложная в изготовлении. Отлично используется на "Спитфайр".
- Полуэллиптическая: только передняя или задняя кромка имеет эллиптическую форму, а другая прямая, как и эллиптические задние кромки Seversky P-35[17].

| Эллиптическая | Полуэллиптическая |

- Птичье крыло: изогнутая форма, похожая на вытянутое крыло птицы. Была популярна в первые годы существования авиации и добился некоторого успеха на Etrich Taube, где его форма была вдохновлена семенем лианы Alsomitra macrocarpa.
- Крыло летучей мыши: форма с радиальными ребрами.
- Круговая: приблизительно круглая форма в плане. Vought XF5U использовал большие пропеллеры вблизи наконечников, которые, по утверждению Vought, рассеивали вихри на концах крыльев и имели встроенную хвостовую плоскость для устойчивости.
  - Летающая тарелка: круглое летающее крыло. Изначально нестабильный, как показал Avrocar.
  - Дисковое крыло: вариант, в котором вращается весь диск[18]. Популярно на таких игрушках, как Фрисби.
  - Плоское кольцевое крыло: в круге есть отверстие, образующее закрытое крыло. Монопланы Ли-Ричардса с этим видом крыла летали незадолго до Первой мировой войны.

| Птичье крыло | Крыло летучей мыши | Круговая | Летающая тарелка | Плоское кольцевое крыло |

- Дельтавидное крыло: треугольная плоскость со стреловидной передней кромкой и прямой задней кромкой. Обладает преимуществами стреловидного крыла с хорошей конструктивной эффективностью и низкой лобовой площадью. Недостатками являются низкая нагрузка на крыло и высокая омываемая площадь, необходимая для получения аэродинамической устойчивости[19].
  - Бесхвостая дельта: классическая высокоскоростная конструкция, используемая, например, на Dassault Mirage III.
  - Хвостовая дельта: добавляет обычный хвостовой самолет для улучшения управляемости. Использовалось на МиГ-21.
  - Обрезанная дельта: кончики крыльев отрезаны. Это помогает избежать сопротивления наконечника при больших углах атаки (Fairey Delta 1).
  - Составная дельта или двойная дельта: внутренняя секция имеет (обычно) более крутую развертку передней кромки, как на Saab Draken. Это улучшает подъемную силу при больших углах атаки и задерживает или предотвращает остановку. В отличие от этого, Saab Viggen имеет внутреннюю секцию с уменьшенной разверткой, чтобы избежать помех со стороны передней плоскости.
  - Оживальное крыло: плавно смешанная двойная кривая в форме бокала, охватывающая передние края и кончик обрезанной составной дельты. Применялась на сверхзвуковых авиалайнерах "Конкорд".

| Бесхвостая дельта | Хвостовая дельта | Обрезанная дельта | Составная дельта | Стрельчатая дельта |

### Стреловидность крыла
Крылья могут быть отведены назад или иногда вперед по разным причинам. Небольшая степень стреловидности иногда используется для регулировки центра подъемной силы, когда крыло по какой-либо причине не может быть закреплено в идеальном положении, например, из-за видимости пилота из кабины. Другие способы использования описаны ниже.
- Прямое крыло: проходит под прямым углом к линии полета. Наиболее эффективное крыло, было распространено для низкоскоростных конструкций с самых первых дней авиации.
- Обратная стреловидность: Крыло простирается назад от основания до кончика. В ранних бесхвостых примерах, таких как самолет Dunne, это позволяло наружной секции крыла действовать как обычное оперение (хвост) для обеспечения аэродинамической устойчивости. На околозвуковых скоростях стреловидные крылья имеют меньшее лобовое сопротивление. Распространен в дозвуковых и ранних сверхзвуковых конструкциях, таких как Hawker Hunter.
- Передняя стреловидность: крыло наклонено вперед от основания. Преимущества аналогичны обратной стреловидности, также она позволяет избежать проблем со сваливанием и снижает потери на наконечниках, что позволяет использовать меньшее крыло, но требует еще большей жесткости, чтобы избежать аэроэластичности, как на Су-47. Самолет HFB 320 Hansa использовал стреловидность вперёд, чтобы предотвратить прохождение лонжерона крыла через кабину. Небольшие самолеты с плечевым крылом могут использовать переднюю стреловидность[20].

Некоторые типы переменной геометрии изменяют стреловидность крыла во время полета:
- Поворотное крыло или "крыло переменной стреловидности". Левое и правое крылья изменяют свой размах вместе, обычно в обратном направлении. Присутствует на нескольких типах военных самолетов, таких как General Dynamics F-111 Aardvark.
- Наклонное крыло: одно крыло с полным размахом поворачивается вокруг своей средней точки, так что одна сторона отклоняется назад, а другая —вперед. Присутствовало на исследовательском самолете НАСА AD-1.

| Прямое крыло | Обратная стреловидность | Передняя стреловидность | Поворотное крыло | Наклонное крыло |

Угол стреловидного крыла также может изменяться:
- Полукруг: наружная секция крыла изогнута менее резко, чем внутренняя секция, для достижения наилучшего компромисса между задержкой околозвукового удара и регулированием поперечного потока. Используется на Handley Page Victor.
- Изогнутая стрела: аэродинамически идентична составной дельте, но задняя кромка также изогнута внутрь. Экспериментально опробован на General Dynamics F-16XL.
- М-образное крыло: внутренняя секция крыла движется вперед, а внешняя секция — назад. Позволяет крылу иметь высокую стреловидность, сводя к минимуму нежелательные эффекты аэроупругого изгиба. Периодически изучается, но ещё не использовалось на самолете.
- W-образное крыло: Перевернутое М-образное крыло. Предложено для Blohm & Voss P. 188, но изучено ещё меньше, чем M-образное, и также никогда не использовалось[21].

| Полукруг | Изогнутая стрела | М-образное крыло | W-образное крыло |

Асимметричные: на некоторых самолетах левая и правая стороны не являются зеркальными отражениями друг друга:
- Асимметричная компоновка: Blohm & Voss BV 141 имел отдельный фюзеляж и гондолу экипажа, смещенные с обеих сторон, чтобы обеспечить экипажу хорошее поле зрения.
- Асимметричный размах: на нескольких итальянских истребителях, таких как Ansaldo SVA, одно крыло было немного длиннее другого, чтобы уменьшить крутящий момент двигателя.
- Наклонное крыло: одно крыло устремляется вперед, а другое назад. НАСА AD-1 имел конструкцию крыла с полным размахом и переменной стреловидностью.

| " "                      | " "                                                     | " "                          |
| Асимметричная компоновка | Асимметричный размах противодействует крутящему моменту | Изменяемая геометрия размаха |

### Двугранный и ангедральный наклон крыльев
Наклон крыльев вверх или вниз по размаху от основания до кончика может помочь решить различные проблемы конструкции, такие как стабильность и управление полетом.
- Двугранный: кончики выше корня, как на Сантос-Дюмон 14-бис, придавая неглубокую V-образную форму, если смотреть спереди. Добавляет боковую устойчивость.
- Ангедральный или катаэдральный: кончики ниже корня, как на Флаере 1; противоположность двугранному. Используется для снижения стабильности, когда какая-либо другая функция приводит к слишком высокой стабильности.

Некоторые бипланы имеют разную степень двугранности/ангедральности на разных крыльях. У Sopwith Camel было плоское верхнее крыло и двугранное на нижнем крыле, в то время как у Hanriot HD-1 было двугранное на верхнем крыле, но ни одного на нижнем.
| Двугранный | Ангедральный | Биплан с двумя двугранными крыльями | Биплан с двугранным нижним крылом |

В изогнутом или многогранном крыле двугранный угол изменяется по размаху.
- Крыло чайки: острое двугранное на корневой части крыла, немного или совсем нет на основной части, как на истребителе PZL P. 11. Иногда используется для улучшения видимости вперед и вверх и может использоваться в качестве верхнего крыла на биплане, как на И-153[24].
- Перевернутое крыло чайки: угловатое на корневой части, двугранное на основной части. Противоположность крылу чайки. Может использоваться для уменьшения длины опор шасси, установленных на крыле, при одновременном обеспечении приподнятого фюзеляжа, как на немецком пикирующем бомбардировщике Junkers Ju 87 Stuka.
- Изогнутый или наклонный край: двугранное сечение края крыла отличается от основное части крыла. Концы могут быть двугранными, направленными вверх, как на F-4 Phantom II, или направленными вниз, как на Northrop XP-56 Black Bullet.
- Крыло с каналом включает в себя участок крыла, образующий частичный канал вокруг или непосредственно за пропеллером. Прототип Custer Channel Wing летал с 1942 года.

| Крыло чайки | Перевернутое крыло чайки | Изогнутые края | Наклонные края |

| Крыло канала |

## Крыло и фюзеляж
Некоторые конструкции не имеют четкого соединения между крылом и фюзеляжем или корпусом. Это может быть связано с тем, что один или другой из них отсутствует, или потому, что они сливаются друг с другом:
- Летающее крыло: у самолета нет отчетливого фюзеляжа или горизонтального оперения (хотя могут присутствовать плавники и капсулы, как на бомбардировщике-невидимке Northrop B-2 Spirit.
- Смешанное крыло-корпус: плавный переход происходит между крылом и фюзеляжем без жесткой разделительной линии. Уменьшает площадь смоченной поверхности, а также может уменьшить помехи между воздушным потоком над корнем крыла и любым соседним корпусом, в обоих случаях уменьшая лобовое сопротивление[25]. Пример: самолет-разведчик Lockheed SR-71.
- Несущий корпус: у самолета нет опознаваемых крыльев, но он опирается на фюзеляж (обычно на высоких скоростях или больших углах атаки), чтобы обеспечить аэродинамическую подъемную силу, как на X-24.

| Летающее крыло | Смешанное крыло-корпус | Несущий корпус |

Некоторые конструкции могут принадлежать нескольким категориям в зависимости от интерпретации, например, многие беспилотные летательные аппараты можно рассматривать либо как бесхвостый смешанный корпус крыла, либо как летающее крыло с глубокой центральной хордой.

## Переменная геометрия
Самолет с изменяемой геометрией способен изменять свою физическую конфигурацию во время полета. Некоторые типы летательных аппаратов с изменяемой геометрией обеспечивают переход между конфигурациями неподвижного крыла и поворотного крыла.

### Изменяемая горизонтальная проекция
- Крыло переменной стреловидности или поворотное крыло. Левое и правое крылья изменяют свой размах вместе, обычно в обратном направлении. Первое успешное изменение стреловидности крыла в полете было выполнено Bell X-5 в начале 1950-х годов. В бизнес-джете Beechcraft Starship только передние плоскости имеют переменную стреловидность.
- Наклонное крыло: одно крыло с полным размахом поворачивается вокруг своей средней точки, как это используется на NASA AD-1, так что одна сторона отклоняется назад, а другая — вперёд.
- Телескопическое крыло: наружная секция телескопов крыла над или внутри внутренней секции крыла, изменяющаяся размах, соотношение сторон и площадь крыла, как на планере FS-29 TF[26].
- Съемное крыло. В исследовании WS110A было предложено длинное крыло для дозвукового взлета и круиза, затем от него отсоединялись внешние панели, оставляя крыло с коротким размахом для сверхзвукового полета.
- Удлиненное или расширяющееся крыло: часть крыла втягивается в основную конструкцию самолета для уменьшения лобового сопротивления и снижения высоты для высокоскоростного полета и выдвигается только для взлета, круиза на низкой скорости и посадки. Биплан Gérin Varivol, который летал в 1936 году, расширял переднюю и заднюю кромки, чтобы увеличить площадь крыла[27].
- Складное крыло: часть крыла расширяется для взлета и посадки и складывается для высокоскоростного полета. Например, внешние секции крыла XB-70 складываются во время сверхзвукового полета.

| Поворотное крыло | Наклонное крыло | Телескопическое крыло | Удлиненное или расширяющееся крыло | Складное крыло |

### Изменяемая хорда
- Переменный охват: плоскость крыла может наклоняться вверх или вниз относительно фюзеляжа. Крыло на истребителе Vought F-8 Crusader было повернуто, приподняв переднюю кромку при взлете для повышения производительности[28].
- Переменный изгиб: секции передней и/или задней кромки всего крыла поворачиваются для увеличения эффективного изгиба крыла, а иногда и его площади. Это повышает маневренность. Ранний пример: самолет Westland N. 16  1917 года[29].
- Переменная толщина: верхняя центральная часть крыла может быть поднята для увеличения толщины и изгиба крыла при посадке и взлете, а также уменьшена на высокой скорости[30].

| Переменный охват | Переменный изгиб | Переменная толщина |

### Полиморфизм
Полиморфное крыло способно изменять количество крыльев в полете. Прототипы "складного истребителя" Никитина-Шевченко могли трансформироваться между конфигурациями биплана и моноплана после взлета, сложив нижнее крыло в полость в верхнем крыле.
Скользящее крыло — это вариация полиморфной идеи, в соответствии с которой моноплан с низким крылом был оснащен вторым съемным скользящим крылом для облегчения взлета, которое затем было сброшено после взлета. Идея впервые была реализована на экспериментальном Hillson Bi-mono.
| Полиморфное крыло | Скользящее крыло |